# Jingdezhen
Jingdezhen (kinesisk skrift: 景德镇; pinyin: Jǐngdézhèn), eller Fowliang, er en  by på præfekturniveau i provinsen Jiangxi i det centrale Kina. Præfekturet har et areal på 5,256 km2 og en befolkning på  1.554.000 (2007).
Jingdezhen er verdenskendt for sin porcelæn; Jingdezhenporcelæn er blevet produceret siden Han-dynastiet (202 f.Kr.-220 e.Kr.) af hvidt ler (kaolin) fra egnen ved Poyangsøen mod  vest. Det er også kulminer i området.
Byen nåede en storhedstid omkring  år 1.000 under det nordlige Sung-dynasti, da det leverede porcelæn til hoffet. Under Taipingoprøret blev byen stærkt skadet og gik ind i en nedgangsperiode. 

## Administrative enheder
Jingdezhen består af to bydistrikter, et amt og et byamt:
- Bydistriktet Zhushan (珠山区), 31 km², 270.000 indbyggere (2002);
- Bydistriktet Changjiang (昌江区), 392 km², 150.000 indbyggere (2002);
- Amtet Fuliang (浮梁县), 2.867 km², 280.000 indbyggere (2002);
- Byamtet Leping (乐平市), 1.973 km², 770.000 indbyggere (2002).

## Trafik
Kinas rigsvej 206 løber fra kystbyen Yantai til kystbyen Shantou i provinsen Guangdong. Den passerer gennem provinserne Shandong, Jiangsu, Anhui, Jiangxi og ender i  Guangdong.
29°17′N 117°12′Ø / 29.283°N 117.200°Ø